# Gregorio Di Lauro
Gregorio Di Lauro (Miggiano, 1º giugno 1929 – Manduria, 21 marzo 2012) è stato un attore italiano.

## Biografia
Nato nel 1929 a Miggiano, dopo essersi laureato a Torino in ingegneria, dopo un periodo come lottatore di lotta greco-romana, divenne professore di matematica, portando contemporaneamente avanti il mestiere di ingegnere.
Ha avuto anche delle esperienze cinematografiche, collaborando con Vittorio De Sica alla produzione del film Io e Dio di Pasquale Squitieri, film girato quasi interamente a Manduria. Ha comunque avuto una piccola parte nel film. Parecchi anni dopo, recita nel cortometraggio Giovanni e Giovanna, del 1990.
Muore nel 2012 dopo una lunga malattia.

## Filmografia
- Io e Dio (1969)
- Giovanni e Giovanna (1990) - cortometraggio